# Боян Вълчев
Боян Йорданов Вълчев е български филолог, професор, преподавател в областта на историята на българския книжовен език, съвременния български език, езиковата култура, теорията на книжовните езици, историята на филологическата мисъл и др.

## Биография
Роден е на 16 април 1951 г. в София, е син на писателя Йордан Вълчев.
Доцент (1994) и професор (2009) в Катедрата по български език към Факултет по славянски филологии на Софийския университет „Св. Климент Охридски“.
Кандидат на филологическите науки (днес – доктор) с дисертация на тема „Георги Раковски - строител на българския книжовен език и филолог“ (1990). Доктор на филологическите науки с дисертация на тема „Възрожденските граматики на българския език“ (2007).
Гост-професор във Филологическия факултет на Кьолнския университет в течение на повече от десетилетие.
Председател на Общото събрание на Факултета по славянски филологии на Софийския университет „Св. Климент Охридски“.  Председател на секция Филологически науки на Съюза на учените в България и председател на целия Съюз на учените в България (май-декември 2015) Главен редактор на сп. „Език и литература“ (от 2005 г.).

## Идеи и участие в обществени дискусии
Проф. Вълчев е противник на идеята да се приема какъвто и да е закон за българския език.
Той е най-големият критик на матурата по български език и литература, която смята за лошо подготвена и некачествено провеждана, със слаба ефективност .
Проф. Вълчев е за разделянето на изучавания в средното образование предмет „Български език и литература“ на два отделни предмета, защото на практика „български език се учи между пети и седми клас, когато се преподават филологически знания за езика, а не се изграждат умения“ 
Поддържа идеята за осъвременяването на списъка с произведения, изучавани по литература в училище .

### Монографии
- Георги Раковски книжовникът и филологът. София: Университетско издателство „Св. Климент Охридски“, 1994, 196 с.
- Възрожденските граматики на българския език. София: Университетско издателство „Св. Климент Охридски“, 2008, 554 с. (ISBN 978-954-07-2577-2) [13]
- От историята на българския книжовен език към теорията на книжовните езици. София: Оксиарт, 2009, 311 с. (ISBN 978-954-704-027-4) [14]
- Българският език в училището. София: Съюз на филолозите българисти, 2012, 232 с. (ISBN 978-954-92921-1-4) [15][16]

### Избрани студии и статии
- „Опит за социална характеристика на българското възрожденско общество с оглед изясняването на процесите при формирането и развитието на българския книжовен език“. – В: Проблеми на социолингвистиката, т. 3. Съст. Любима Йорданова. София, 1988, с. 88–98.
- „Граматиките и книжовноезиковите школи през 30-те – 40-те години на XIX век“. – В: Годишник на Софийския университет. Факултет по славянски филологии. Т. 88, кн. 1 (1995), с. 79–154.
- „Славянобългарски период в историята на българския книжовен език“. – сп. Българска реч, кн. 1, 1997, с. 38–42.
- „Някои общи черти и различия в процеса на начално изграждане на българския и на сръбския книжовен език (в исторически, политически и културен аспект)“. – В: сп. „Littera et Lingua“, vol.1, 2007
- „От историята на българския книжовен език към теорията на/за книжовните езици“. – В: сп. Език и литература, 2008, кн. 1–2, с. 234–277.
- „Българският книжовен език и взаимоотношенията му със социалната структура, институциите и образованието“. – Непубликуван на български превод на статията „Die bulgarische Literatursprache der Gegenwart und ihre Wechselbeziehungen zu Bildung, sozialer Struktur und Bildung“, публикувана на немски в сборника „Bulgarien zwischen Byzanz und dem Westen“. Köln, 2008, S. 171–195.
- „Още веднъж за диалектната основа на българския книжовен език“. – В: Юбилеен сборник на Филологическия факултет на Югозападния университет по повод 20-годишнината на специалността „Българска филология, Благоевград, 2009, с. 34–45.
- „Към историческата типология на българския книжовен език (Едно сравнение между българското и немското книжовноезиково развитие)“. – В: Езиковедски изследвания в чест на чл.-кор. проф. д-р Тодор Бояджиев, Съст. Б. Вълчев и др., София, 2009, с. 254–262.
- „Петко Славейков – пръв историк на съвременния ни книжовен език“. – В: Езиковедски изследвания в чест на чл.-кор. проф. д-р Тодор Бояджиев, Съст. Б. Вълчев и др., София, 2009, с. 254–262.
- „На какво учим децата в училище“. – Доклад на Научната конференция на тема „Култура в образованието, образование в културата“, 3 юни 2010.

## Награди
- Наградата за високи научни постижения на Съюз на учените в България (2009) за книгата „Възрожденските граматики на българския език“. [17]